# تفجيرات العراق 10 آب 2013
تفجيرات 10 آب 2013 في العراق لقي فيها 64 شخصاً مصرعهم وأُصيب نحو 200 آخرون بجروح في انفجارات بالعراق كان أعنفها سلسلة تفجيرات بسيارات مفخخة في عدد من أحياء العاصمة العراقية بغداد .
وذكرت مصادر أمنية وطبية أن 50 قتيلا و140 جريحا سقطوا في بغداد بسبب انفجارات متزامنة بتسع سيارات مفخخة في أسواق وشوارع تجارية مزدحمة في أحياء بغداد الجديدة والشعب والدورة والعامل والكاظمية والسيدية. وأتت في وقت كانت تشن فيه قوات الأمن عملية عسكرية شمال بغدادأدت إلى مصرع واعتقال العديد من المسلحين.
وخارج بغداد، فجر انتحاري سيارة مفخخة في شارع مزدحم في بلدة طوز خرماتو التي تبعد 170 كلم شمال العاصمة، فقتل ما لا يقل عن عشرة أشخاص وجرح 45، طبقاً لمصادر طبية وأمنية.
وفي مدينة الناصرية مركز محافظة ذي قار (300 كيلومتر جنوب بغداد) قالت مصادر بالشرطة إن سيارتين ملغومتين انفجرتا قرب متنزه على بعد 300 متر مما أسفر عن مقتل أربعة أشخاص وإصابة ثمانية آخرين.
وجاءت هذه السلسلة من الانفجارات بعد أن كان شهر رمضان في عام 2013 قد شهد أعلى مستوى من العنف منذ عام 2007.